# Kastell Maldegem
Das Kastell Maldegem (auch Kastell Maldegem-Vake) war ein römisches Militärlager in der Küstenverteidigung der Provinz Gallia Belgica (oder der Provinz Germania inferior, der Grenzverlauf ist in dieser Region nicht gänzlich klar). Das heutige Bodendenkmal liegt auf dem Gebiet des zur Gemeinde Maldegem gehörenden Dorfes Vake in der belgischen Provinz Ostflandern.

## Lage
Im heutigen Siedlungsbild liegt der Fundort in dem kleinen Dorf Vake am nordwestlichen Rand von Maldegem. Er befindet sich dort auf der Ackerfläche eines Einzelgehöfts. In antiker Zeit war das Kastell strategisch günstig gelegen errichtet worden. Es befand sich auf einem der nördlichsten glazialen Sandrücken Flanderns, bevor das Gelände zur Küstenebene hin abfällt. Gut einen Kilometer östlich verlief das Flüsschen Eede, ein heute eher unbedeutender Bach, der das nahe gelegene Kastell Aardenburg mit dem Meer verband. Die Luftlinienentfernung des Kastells Maldegem selbst zur Küste betrug rund sechs Kilometer. Verkehrsgeografisch lag das Militärlager an einem Kreuzungspunkt der Römerstraße, die vom Kastell Aalter Loveld zum Kastell Aardenburg führte, mit derjenigen, die den gallorömischen Vicus in Brügge mit dem im Raum Antwerpen verband.

## Forschungsgeschichte
Das Kastell in Maldegem-Vake wurde erst relativ spät, Ende der 1970er Jahre, durch Luftbildaufnahmen des Piloten Jacques Semey entdeckt. Die Fotografien zeigten im Bewuchs einen quadratischen Grundriss, der von zwei dunklen, parallel verlaufenden Linien begrenzt wurde. Bei einer intensiven Sondierung des Geländes unter der Leitung von Jan Vanmoerkerke und Jacques Semey wurde dann 1984 festgestellt, dass es sich bei diesen Linien um zwei Spitzgräben handelte. In den Jahren von 1984 bis 1992 wurden daraufhin in einem interdisziplinären Forschungsprojekt des Seminars für Archäologie der Universität Gent unter der Leitung von Hugo Thoen das Gelände systematisch untersucht und rund ein Drittel der Fläche ausgegraben.

## Befunde
Die Wehranlage hat einen quadratischen Grundriss von 157,50 m Seitenlänge (entsprechend 500 römischen Fuß) und bedeckt damit eine Fläche von knapp zweieinhalb Hektar. Sie besaß damit einen Umfang, der zur Aufnahme einer Auxiliareinheit in der Größe einer Kohorte geeignet war. Vermutlich wurde das Lager im Randbereich einer einheimischen, gallo-römischen Siedlung errichtet.

### Umwehrung
Das Kastell wurde von einer Umwehrung geschützt, die als Holz-Erde-Mauer ausgeführt war. Sie bestand aus einem an der Oberfläche mit Grassoden fixierten Erdwall, der von einer Holzpalisade gekrönt wurde. Der Erdwall erreichte bei einer Basisbreite von 6,4 m eine Höhe von drei Metern. Die Böschungsneigung betrug auf der Feldseite 65°, auf der Innenseite 45°, so dass die Nutzbreite der Wallkrone zwei Meter betrug. Da die Höhe der Holzpalisade sich auf weitere zwei Meter belief, dürfte die Gesamthöhe der Umwehrung fünf Meter betragen haben. An jeder Ecke des Lagers befand sich ein Holzturm und in der Mitte jeder Seite ein Tor. Ein solches Tor, aufgrund seiner geringen Durchfahrtsbreite vermutlich das der Porta decuma (rückwärtiges Lagertor), konnte näher untersucht werden. Sein Torhaus hatte einen quadratischen Grundriss mit neun Metern Seitenlänge. Es war mit dem Erdwall verbunden und wurde an beiden Seiten von zwei hölzernen Türmen flankiert. Die Durchfahrt war drei Meter breit und konnte mit einem zweiflügeligen Tor verschlossen werden. Vor der Umwehrung befand sich als Annäherungshindernis ein doppelter Spitzgraben. Vor den vier Toren waren die beiden Gräben unterbrochen, um die Zufahrt zu ermöglichen. Diese Unterbrechungen wurden jedoch wiederum von Titula (vor die eigentliche Grabenlinie gesetzte, kurze Gräben, hier 13,80 m lang, 4,40 m breit und zwei Meter tief) vor dem Eindringen von Feinden geschützt. Wenn es zutrifft, dass es sich bei dem ausgegrabenen Tor um die Porta decumana handelt, war das Kastell mit seiner Praetorialfront (Vorderseite) nach Nordwesten hin, Richtung Nordseeküste ausgerichtet.

### Innenbebauung und Truppengattung
Auf der Innenseite der Umwehrung, zwischen der Mauer und den inneren Bauwerken des Kastells, befand sich das so genannte intervallum (lat. für Zwischenraum), in dem die via sagularis (Lagerringstraße) verlief. Diese und die anderen Straßen des Lagers waren mit Sandsteinbruchstücken befestigt. Innerhalb der via sagularis verblieb ein quadratischer, bebauter Bereich mit einer Seitenlänge von rund 400 römischen Fuß (entspricht rund 115,5 Metern und somit einer Fläche von über 1,3 Hektar). Die bislang ergrabenen Baulichkeiten (Spuren von drei Mannschaftsbaracken, einem Gebäude unbekannter Funktion, einer Werkstatt (fabrica), zehn Brunnen und einer Latrina) waren alle in Holzbauweise ausgeführt worden. Bei den parallel zueinander ausgerichteten Mannschaftsbaracken handelte es sich um zwei Einzel- (6,50 m mal 33 m) und eine Doppelbaracke (13 m mal 33 m), zwischen denen sich jeweils ein 2,5 m breiter Weg erstreckte. Während es sich bei den Einzelbaracken um einschiffige Gebäude handelte, wies die Doppelbaracke in einem Teil die Besonderheit auf, dass das Dach in der Mitte mit schweren Holzbalken abgestützt worden war. Dieser Befund wird dahingehend interpretiert, dass die Einzelbaracken zur Unterbringung zweier infanteristischer Zenturien (je 80 Mann) dienten, während der stabilisierte Teil der Doppelbaracke zur Unterbringung von Pferden und der andere Teil für die Contubernia ihrer Reiter bestimmt war. Vermutlich war hier eine Turma (32 Kavalleristen mit ihren Pferden) untergebracht. Insgesamt wird also vermutet, dass in dem Militärlager eine noch unbekannte Cohors equitata, eine teilberittene Kohorte stationiert war.

### Datierung und historischer Kontext
Durch Münzfunde konnte die relativ kurze Belegungszeit des Militärlagers gut eingegrenzt werden. Die älteste Münze ist ein Sestertius des Marcus Aurelius, der 170/171 in Rom geprägt wurde. Diese Datierung gilt als Terminus post quem für den Bau des Kastells. Die jüngste Prägung ist ein Sesterz desselben Kaisers, der jedoch erst 171/172 ausgegeben wurde und als Terminus post quem für die Aufgabe des Militärlagers gilt. Bestätigt wird dieser Zeitraum durch einen älteren Aureus des Trajan, dessen Abnutzungsspuren für eine Belegung des Lagers zwischen 172 und 174 sprechen. Die archäologischen und pedologischen Untersuchungsergebnisse runden dieses Bild ab. Sie zeigen, dass das Kastell nur wenige Jahre genutzt wurde und in zwei jeweils sehr kurze Phasen differenziert werden kann. Die im ersten Jahr angelegten Spitzgräben verschlammten im folgenden Winter und mussten im folgenden Frühjahr/Sommer erneut gegraben werden. Um weitere Erosionen zu verhindern, fixierte man die Böschungen der Gräben dieses Mal mit Rasensoden und Feldsteinen. Bereits im Jahr 175 wurde der Stützpunkt durch das Kastell Aardenburg ersetzt. Rund 375 m vom Kastell entfernt wurden jedoch noch römische Befunde festgestellt und Funde gemacht, die bis in das 3. Jahrhundert hinein weisen.
Die Errichtung des Kastells steht wahrscheinlich im Zusammenhang mit den Raubzügen der Chauken in den Jahren zwischen 172 und 174. Ereignisse, die in eine Zeit fielen, als der spätere kurzfristige Kaiser Didius Julianus Statthalter der Provinz Gallia Belgica war und mit Hilfe der Legio I Minervia dieses Piratentum bekämpfte. Folgend der Vita Didii Iuliani (Lebensbeschreibung des Didius Julianus) in der Historia Augusta war das Imperium, dessen Grenzen ohnehin in der zweiten Hälfte des zweiten Jahrhunderts zunehmend bedroht wurden, auf diese Angriffe von See her, denen weder die Classis Germanica noch die Classis Britannica etwas entgegenzusetzen hatten, schlechterdings nicht vorbereitet, so dass zusätzliche militärische Maßnahmen erforderlich wurden.

## Denkmalschutz
Das Areal, auf dem sich das Kastell Maldegem-Vake befindet, ist als Erbgutobjekt (Erfgoedobject) mit der ID 301461, als geschütztes Denkmal (Beschermd monument) mit der ID 10974 und als identifiziertes architektonisches Erbe (Vastgesteld bouwkundig erfgoed) mit der ID 127747 nach dem Onroerenderfgoeddecreet (Dekret über unbewegliches Erbgut) und dem dazu gehörenden Onroerenderfgoedbesluit (Beschluss zu unbeweglichem Erbgut) unter besonderen Schutz gestellt und im Inventar der Erfgoedobjecten van Vlaanderen (Erbgutobjekte Flanderns) registriert.